# Holl-Insel
Die Holl-Insel ist die südwestlichste der antarktischen Windmill-Inseln. Sie liegt in der Vincennes Bay an der Budd-Küste des ostantarktischen Wilkeslands.

## Geographie
Die Felseninsel ist von annähernd dreieckiger Form und etwa 4,5 km² groß. Sie ist bis zu 90 m hoch, mit steilen Kliffs an ihrer Nordwestküste. Die Insel ist nicht vergletschert, und im Sommer gibt es einige kleinere Seen. Unmittelbar östlich der Holl-Insel liegen die Werlein- und die O’Connor-Insel, nördlich – getrennt durch die Hiegel-Passage – die Ardery-Insel. 14 Kilometer nördlich befindet sich die Casey-Station.

## Klima
Das Klima auf der Holl-Insel entspricht etwa dem der Casey-Station auf der Bailey-Halbinsel. Die Mitteltemperaturen betrugen zwischen 1957 und 1983 0,3 °C im wärmsten und −14,9 °C im kältesten Monat. Die durchschnittliche Jahrestemperatur lag bei −9,3 °C. Die jährliche Niederschlagsmenge betrug 195 mm. An durchschnittlich 96 Tagen traten Orkanböen auf.

## Tierwelt
Auf der Insel brüten zahlreiche Meeresvögel. Zu nennen sind der Adeliepinguin, der Schneesturmvogel, der Kapsturmvogel, die Antarktikskua, die Buntfuß-Sturmschwalbe und der Silbersturmvogel. In den Gewässern um die Insel wurden Weddellrobben, Seeleoparden und Südliche See-Elefanten beobachtet.
BirdLife International weist die Holl-, die Werlein- und die O’Connor-Insel gemeinsam als Important Bird Area (AQ144) aus.

## Geschichte
Die Insel wurde 1947/48 im Zuge der Operation Windmill, einer Forschungs- und Trainingsmission der United States Navy, kartographiert und nach Richard C. Holl (1910–2004), einem Mitglied dieser Mission, benannt.